# Ахтир
Ахтир (рос. Ахтырь) — річка в Росії. Починається на північних схилах Чорноморського хребта. Протікає територією Краснодарського краю. Виливає свої води в заболочене річище Кубані, на південний схід від села Варнавінського. Довжина 30 км. Мінералізація води в межень підвищена.